# Order Honoru (Federacja Rosyjska)
Order Honoru (ros. Oрден Почёта) – jednoklasowe odznaczenie rosyjskie nadawane za zasługi cywilne obywatelom Federacji Rosyjskiej oraz cudzoziemcom.
Ustanowiony został 2 marca 1994 roku przez prezydenta Federacji Borisa Jelcyna by zastąpić order ZSRR o tej samej nazwie.
Odznaka orderu to ośmioramienna gwiazda emaliowana na niebiesko, ze srebrnymi brzegami ramion, posiadająca w medalionie środkowym srebrnego dwugłowego orła rosyjskiego. Noszona jest na pięciokątnej rosyjskiej blaszce opiętej wstążeczką orderu – niebieską z jednym białym paskiem po lewej stronie. Order nadawany jest m.in. za zasługi na polu gospodarki, kultury, sztuki i nauki, dobroczynności i działalności społecznej.